# De drie wijzen
De drie wijzen is een succesvolle humoristische quiz van de VRT (en voorgangers BRT en BRTN), die oorspronkelijk elf jaar lang liep, vanaf 3 januari 1989 tot 25 mei 1999. Van 9 april 2017 tot 25 december 2018 werden nieuwe afleveringen uitgezonden.

## Geschiedenis

### Seizoen 1
Oorspronkelijk moest dit programma de televisie-versie van het radioprogramma De taalstrijd worden. Er waren ook invloeden van het taalspel Namen noemen van Kurt Van Eeghem. In het eerste seizoen bestond de cast uit het Taalstrijd-team: presentatie door Daniël Van Avermaet, met onder anderen Guy Mortier en Mark Uytterhoeven in het "panel van wijzen". Enkele medewerkers waren Hugo Matthysen, Erik Van Looy (voor de filmvragen) en Chris Van den Durpel (interviews). Het programma was humoristisch bedoeld, maar vanwege een doffe set (enkel wat zeteltjes waarin Daniël eerder lag dan zat) en een slome presentatie – het programma duurde een uur – bleek het concept niet echt aan te slaan. Daniël stelde de vraag, de wijzen gaven een mogelijk antwoord en de kandidaten (die in het eerste seizoen in duo's speelden) moesten raden welke wijze gelijk had. Verder was er geen of weinig interactie met de presentator, kandidaten of andere panelleden. De reeks liep op BRT 2 en haalde in de eerste week 1,2 miljoen kijkers. De week erna was dat gedaald tot 600.000, nog een aflevering later was dit gezakt tot 200.000. Na de derde aflevering besloten juryleden Guy Mortier, Tom Lanoye en Mark Uytterhoeven niet langer mee te werken aan het programma, dat voor hen te veel een quiz was en te weinig humor had. Vanaf aflevering zes kwamen er andere panelleden.

### Seizoen 2 t/m 11
Vanaf het tweede seizoen kreeg het programma een hele restyling: de doffe set werd vervangen door een "glitter & glamour"-decor. Er werd meer ingezet op amusement. De vorige cast werd volledig vervangen. Kurt Van Eeghem werd de presentator. Veel vragen gingen vooraf door een kort filmpje, waarin Kurt soms ook (vermomd) te zien was. De panelleden gingen nu ook regelmatig in de clinch met elkander. Vooral Gerty Christoffels kreeg het regelmatig zwaar te verduren in het bijzijn van Jacques Vermeire en Walter Grootaers. Het programma liep in deze opstelling 10 seizoenen en haalde goede kijkcijfers.

### Theatertournee
In 2016 en 2017 gingen Christoffels, Vermeire, Grootaers en Van Eeghem op een theatertournee met de voorstelling De 3 Grijzen, waarin ze anekdotes en herinneringen over het programma ophaalden.

### Seizoen 12 en 13
In 2017 presenteerde Kobe Ilsen een nieuw seizoen van het programma op Eén. Het format van de vorige tien reeksen werd daarbij grotendeels behouden. Een speciale aflevering te voordele van de actie Iedereen Tegen Kanker, waarbij het panel voor de gelegenheid nog eens uit het trio Vermeire-Christoffels-Grootaers bestond, had 1.402.717 kijkers. Ook de overige afleveringen hadden een kijkersaantal van die orde, wat maakte dat de quiz nog steeds als een succes kon worden beschouwd. In 2018 presenteerde Kobe Ilsen het dertiende en tot dusver laatste seizoen van het programma in een vernieuwd decor. Deze nieuwe seizoenen werden opgenomen in een televisiestudio, in tegenstelling tot de oude seizoenen die niet alleen in het Amerikaans Theater maar ook regelmatig op locatie in verschillende culturele centra in Vlaanderen opgenomen werden.

## Concept

### Rollen
In het spel zijn er drie rollen:
- De presentator
- Twee deelnemers (geen bekende Vlaming)
- Drie wijzen (wel bekende Vlaming)

### Eerste ronde
Het programma bestaat uit zeven quizvragen en een finaleronde. De vragen worden dikwijls gepresenteerd in de vorm van een kort filmpje. Chris Van den Durpel werd hierdoor bekend met de typetjes Dokter Le Compte en vooral Kamiel Spiessens en Schampers. Ook Rob Vanoudenhoven begon zijn televisiecarrière in dit programma. Na het filmpje herhaalt de presentator de vraag. De panelleden formuleren vervolgens elk een antwoord en slechts een van deze antwoorden is correct. De kandidaten moeten dan gokken welk panellid de waarheid spreekt. Meestal zijn de vragen/filmpjes humoristisch, maar kan de kandidaat het antwoord gewoonweg niet weten (een dialectwoord, een niet-alledaags woord, de tekst van een bestaand eerder ongekend liedje aanvullen, 'Wat deed koning Boudewijn als eerste op 15 december 1960 toen hij uit zijn huwelijksmis kwam?').
Tot en met het elfde seizoen werd een juist antwoord beloond met punten aan de hand van de formule speelronde x 1000 (dus voor ronde 1 kreeg men 1000 punten, voor ronde 2 kreeg men 2000 punten, enzovoort). In het twaalfde seizoen mogen de kandidaten wanneer ze hun antwoord geven zelf kiezen of ze 100, 200, 300, 400, 500, 600 of 700 punten wensen te verkrijgen als het juist is; de kandidaat mag elk puntenaantal door de aflevering heen echter maar 1 keer inzetten.
De kandidaat die na de zevende ronde het hoogste puntenaantal heeft, stroomt door naar de finale.

### Finale
In de finaleronde vertelt elk panellid een verhaal over iets dat hij of zij ooit heeft meegemaakt. Meestal gaat dit om een bizarre, komische of ongeloofwaardige situatie. De finalist moet vervolgens raden of het verhaal echt gebeurd of verzonnen is. Wanneer blijkt dat de kandidaat alle drie de verhalen juist heeft beoordeeld, wint hij de quiz.
In de eerste seizoenen gaven de panelleden op het einde van de finale zelf aan of het verhaal waar of gelogen was. Er kwam op deze formule echter kritiek omdat er geen echte controle was. De spelleiding zou het spel kunnen manipuleren door een wijze een ander antwoord te laten zeggen zodat de finalist niet zou winnen. Vandaar dat men in latere seizoenen is gaan werken met enveloppen waarin een kaartje met het correcte antwoord zit. Wanneer het panellid het antwoord bekend maakt, toont de presentator het controlekaartje in beeld.

#### Hoofdprijs
Door de jaren heen werden zowel het te winnen bedrag als de bepaling van de finalist aangepast.
Tijdens de eerste seizoenen kon men het puntenaantal in Belgische frank winnen, vermeerderd met 100.000 Belgische frank. Als de finalist in de eindronde een verkeerd antwoord gaf, won hij niets. Zijn puntenaantal ging dan in een pot mee naar de volgende aflevering. Het te winnen bedrag was dus afhankelijk van wat de vorige kandidaten hadden gedaan en hoeveel punten zij hadden.
Na een aantal seizoenen werd deze formule aangepast. De hoofdprijs bestond vanaf dan uit 1 miljoen Belgische frank vermeerderd met het puntenaantal. Wanneer de speler op de verhalen het juiste antwoord gaf, kreeg hij dit bedrag. In het andere geval kreeg hij enkel zijn puntenaantal. Het overige miljoen ging niet meer over naar de volgende aflevering. Vanaf seizoen 12 is de hoofdprijs 5.000 euro, vermeerderd met het puntenaantal.
In de eerste seizoenen ging de persoon met het meeste punten naar de finale. Bij een ex aequo stelde men een schiftingsvraag. De persoon die het dichtste bij het antwoord zat, ging naar de finale. In latere seizoenen gingen beide kandidaten bij een ex aequo naar de finale. De geldprijs bestond dan uit 500.000 Belgische frank vermeerderd met het puntenaantal. Als een van de kandidaten een foutief antwoord gaf, gingen zijn 500.000 naar de andere kandidaat waardoor deze weer 1 miljoen kon winnen (vermeerderd met zijn puntenaantal).

## Panelleden
Een greep uit de panelleden tijdens de verschillende jaargangen; deze lijst is niet volledig.
1989-1999
- Jean Blaute
- Jean Bosco Safari
- Gerty Christoffels
- Andrea Croonenberghs
- Felice Damiano
- Frank Deboosere
- Rani De Coninck
- Martin De Jonghe
- Sabine De Vos
- Frank Dingenen
- Emiel Goelen
- Walter Grootaers
- Bart Herman
- Margriet Hermans
- Kamagurka
- Herman Le Compte
- Eric Melaerts
- Guy Mortier
- Jaak Pijpen
- Gui Polspoel
- Dirk Sterckx
- Myriam Thys
- Mark Uytterhoeven
- Chris Van den Durpel
- Werther Vander Sarren
- Christel Van Dyck
- Jan Van Rompaey
- Sofie Verbruggen
- Jacques Vermeire
- Johan Verminnen

2017-2018
- Danira Boukhriss
- Maaike Cafmeyer
- Gerty Christoffels
- Bart De Pauw
- Sven De Leijer
- Tine Embrechts
- Sam Gooris
- Walter Grootaers
- Tom Lenaerts
- Julie Van den Steen
- Stan Van Samang
- Nathalie Meskens
- Aster Nzeyimana
- Adriaan Van den Hoof
- Élodie Ouédraogo
- Olga Leyers
- Cath Luyten
- Marleen Merckx
- Jeroen Meus
- Bart Peeters
- Lieven Scheire
- Siska Schoeters
- Peter Van de Veire
- Ruben Van Gucht
- Philippe Geubels
- Dina Tersago
- Jens Dendoncker
- Rik Verheye
- Kamal Kharmach
- Steven Van Herreweghe
- Erik Van Looy
- Rob Vanoudenhoven
- Gert Verhulst
- Jacques Vermeire
- Goedele Wachters
- Tom Waes
- Liesa Naert
- Sven De Ridder
- James Cooke
- Monika Van Lierde
- Raf Jansen
- Moora Vander Veken
- Thomas Smith

## Rubrieken
Een aantal vragen wordt getoond in een sketchfilmpje. Door de jaren heen wisselden de rubrieken geregeld:
- Dokter Le Compte
- Pastoor Didier
- Paul Schampers
- Kamiel Spiessens
- Het Vlaamse lied
- Rikske en Fikske
- Kees en Cees in "Le Plat Pays"
- Hot Dog (beelden uit de oude doos)

In een aantal van deze rubriekjes speelde komiek Chris Van den Durpel een van zijn typetjes. Ook andere artiesten kwamen in de rubriekjes voor, onder meer Kurt Van Eeghem zelf, Martin De Jonghe, Jean Blaute en Eric Melaerts.
In de remake van De Drie Wijzen met presentator Kobe Ilsen zijn de vragen wat meer aangepast aan de moderne media en is er een nieuwe rubriek De verfilming, waarin het leven van een onbekende Vlaming wordt verfilmd die iets uitzonderlijks heeft gedaan of meegemaakt. De rollen in deze rubriek worden gespeeld door Tom Audenaert, Liesa Naert en Koen Van Impe.